# Église de la Nativité de Huntsville
L'église de la Nativité est une église anglicane située à Huntsville, dans l'État de l'Alabama aux États-Unis. Construite dans le style néo-gothique en 1859, elle est considérée comme l'un des exemples les plus anciens de l'architecture gothique ecclésiale du sud des États-Unis. Conçue par l'architecte Frank Wills, qui a également participé à la construction de douze autres lieux de culte aux États-Unis, elle a été inscrite comme National Historic Landmark en 1990,.

## Historique
L'histoire de l'Église de la Nativité de Huntsville commence en janvier 1856 lorsque le pasteur de la paroisse épiscopalienne de Huntsville, Henry C. Lay (en), de passage à Mobile, vit y construire l'église de la Trinité, conçue par Frank Wills et Henry Dudley. Il fit appel aux mêmes architectes pour concevoir sa nouvelle église, plus grande que le bâtiment d'origine, datant de 1847 mais déjà insuffisant pour les besoins de sa congrégation. Le conseil paroissial acquit deux terrains adjacents à l'église d'origine, au coin de l'avenue Eustis et de la rue Green, pour 3 923 dollars, en 1856.
Un comité de construction travailla pendant les trois ans du chantier pour réunir les fonds nécessaires à la construction auprès de souscripteurs. Ils engagèrent un entrepreneur local, Hugh N. Moore, pour construire le bâtiment. Comme Moore ne connaissait pas certaines techniques de construction concernant l'architecture gothique, le pasteur Lay écrivit à Wills au début de l'année 1857 pour demander de l'aide et un certain M. Mason fut envoyé à Huntsville pour superviser la construction. Wills mourut en avril de cette année et son partenaire, Dudley, prit la relève. La construction continua et en décembre 1858, les fenêtres avaient été installées. La congrégation organisa les premiers services religieux dans le bâtiment la veille de Pâques, le 23 avril 1859. Le coût total du bâtiment est estimé à environ 37 565 dollars.
Après des décennies d'utilisation, l'église reçut une subvention équivalente de 432 216 dollars de Save America's Treasures pour sa rénovation. La rénovation de la toiture fut achevée en 2011 et fit l'objet d'un prix décerné par la Copper Development Association (Association de Développement du Cuivre), le North American Copper in Architecture Award. Cette toiture de 2 800 m2 se compose de 22 500 bardeaux de cuivre fabriqués à la main sur mesure, stylisés pour refléter l'architecture néo-gothique.

## Architecture
Le bâtiment est de style néo-gothique, inspiré de l'architecture gothique anglaise du XIVe siècle. L'église est construite en brique et dispose d'une nef et d'un chancel complétés par un clocher monumental. Elle mesure 16 m par 30 m avec la ligne de crête du toit à 15 m au-dessus du sol. Les longs côtés du bâtiment comportent chacun six travées à contreforts, et chaque baie contient une tracerie. Les traceries produisent une paire de lancettes à arche trilobée surmontées d'un quatre-feuilles. Le gable avant du bâtiment comporte une fenêtre remplée de 2,4 m sur 4,6 m au-dessus de l'entrée. Le clocher à trois étages est également renforcé, et a une surface de 5,5 m2 pour une hauteur de 46 m au sommet de la flèche octogonale. Il comporte des fenêtres à lancettes et à trèfles.
L'entrée se fait par deux doubles portes en bois, qui semblent d'origine. Les murs intérieurs sont en plâtre, les sols sont en cœur de pin, recouverts de tapis. Le plafond est lambrissé, les bois de charpente apparents formant un motif voûté. L'abside est une saillie semi-octogonale avec trois grandes fenêtres à lancette qui conservent leur verre d'origine teinté et peint. Le plafond de l'abside est une voûte en arc segmentée nervuré. Les côtés sont décorées et comportent des patrons de plâtre à leur sommet.

## Articles annexes
- Liste des National Historic Landmarks de l'Alabama